# Jesionowiec (przystanek kolejowy)
Jesionowiec – przystanek osobowy w Jesionowcu na linii kolejowej nr 35, w województwie warmińsko-mazurskim, w Polsce.